# Cipaille
 (septembre 2021).
Si vous disposez d'ouvrages ou d'articles de référence ou si vous connaissez des sites web de qualité traitant du thème abordé ici, merci de compléter l'article en donnant les références utiles à sa vérifiabilité et en les liant à la section « Notes et références ».
Le cipaille est un plat de la cuisine québécoise d'origine anglaise d'Angleterre, soit sea pie, un gros pâté de viande en croûte fait pour les navires transatlantiques. Le mot est parfois orthographié sipaille, aussi appelé cipâte ou six-pâtes. L'usage de l'orthographe « sea-pie » est un anglicisme.

## Description
Cuisine roborative paysanne de la région du Bas-Saint-Laurent (cipâte) et de la Gaspésie. Le nom « cipaille » semble être une déformation de « six-pâtes », ou peut-être selon Jehane Benoît de sea-pie. Plusieurs livres de cuisine — comme La cuisine raisonnée (1796) par Amelia Simmons — indiquent que la cipaille serait d’origine anglaise, son nom étant un dérivé homophonique du terme sea pie pouvant être traduit par « tourte de mer » ou « tourte de la mer ». Or, le premier livre de cuisine publié sur le continent nord-américain contient une recette de sea pie.
À l'origine, en effet, on met une couche de pâte sur laquelle est étendue une couche de viande dite « sauvage » de venaison à l'origine, des patates en cubes et ainsi de suite jusqu'à la dernière couche de pâte, le tout assaisonné à volonté pour une cuisson lente au four. Le résultat est un plat dont la structure de base se retrouve dans beaucoup de cultures, de l'Oural au Cap Nord.
Le cipaille en Gaspésie est pratiquement ce que la tourtière est au Saguenay–Lac-Saint-Jean. Cependant, il ne faut pas confondre les deux, la tourtière du Lac-Saint-Jean ne comptant pas six pâtes. Le cipaille, lui, est fait à l'origine de "viande de bois" (gibier), soit de chevreuil, d'orignal, de lièvre, ou de perdrix. Aujourd'hui, il est plus souvent fait de porc, de bœuf et de veau coupés en cubes. La réussite du plat dépend de l'assaisonnement et aussi du jus de la cuisson lente.
Dans le Bas-Saint-Laurent, seul le mot cipâte était  utilisé par le passé. Le mot cipaille semblait être l'appellation de la Gaspésie seulement. Dans le comté de Rimouski, le cipâte traditionnel ne contenait pas de pommes de terre. Il était fait de plusieurs viandes (gibier ou non) pas nécessairement coupé en cubes (quelquefois même avec des os), de lard salé, de bouillon de viandes chaud, d'oignons et assaisonné avec sel, poivre et épices mélangées. La pâte utilisée dans le cipâte n'était jamais une pâte à tarte comme pour la tourtière du Lac-Saint-Jean. Elle contenait peu de gras et on devait s'assurer qu'elle lèverait durant la cuisson.
Le cipâte des grandes occasions (sans cubes de pommes de terre) était accompagné de pommes de terre en purée. Le cipâte aux patates, avec cubes de pommes de terre à l'intérieur, était servi pour des repas de tous les jours. Le cipâte sans patates à l'intérieur n'est plus servi. L'usage a fait que le cipâte aux patates l'a supplanté.
Dans la région de Matane, le cipaille est composé d'abord d'un rang de viande, d'un rang de pommes de terre en cubes, puis d'un rang de petits carrés de pâte placés côte à côte. On superpose les mêmes ingrédients autant de fois que le contenant le permet. Il est cuit à petit feu pendant plusieurs heures.
En Gaspésie, le cipaille aux fruits de mer, considéré par plusieurs comme étant le cipaille originel qui aurait d'abord porté le nom de « sea-pie ».[à recycler]